# جرمان هنری هس
جرمان هنری هس زاده 7 اوت ۱۸۰۲ درگذشته ۱۳ دسامبر ۱۸۵۰) یک دانشمند در زمینه شیمی سوئیسی-روسی بود. وی به سبب قانون هس در ترموشیمی شناخته شده‌است.

## دوره جوانی و تحصیلات
جرمان هنری هس در 7 اوت 1802 در ژنو در سوییس به دنیا امد. پدرر او یک هنرمند بود و در سال 1805 با خانواده به روسیه نقل مکان کردو در انجا به عنوان معلم خصوصی یک خانواده ثروتمند مشغول به کار شد. مادر سوییسی اش نیز به عنوان یک معلم خصوصی کار میکرد هنری هس توانست زبان انگلیسی و فرانسوی را در خانه یاد بگیرد. در 1817 خانواده اش به دورپات،امپراطوری روسیه(اکنون تارتو،لیتوانی)نقل مکان کرد،جایی که در انجا به مدت دو سال در مدرسه شخصی مشغول تحصیل شد،و بعد در دبیرستان دوپارترفت، که در سال 1822 ان را به اتمام رساند. در پاییز همان سال هنری هس در دانشگاه دورپات مشغول به تحصیل در رشته پزشکی شد. در همان زمان، بخش شیمی دانشگاه مسئول اموزش های شیمی داروسازی و پزشکی بود و پروفسور گوترید ویلیام اوسنان تدریس هایش را به زبان المانی میداد که مزیت فاحشی برای هنری هس محسوب می شد تحت نظر پروفسور ویلیام، هس انالیز های شیمی را انجام میداد، اما به تدریس های پروفسور گورجس فردریک پرت در مورد فیزیک و تدری سهای پروفسور مورتیز ون انگلهارت در مورد زمین شناسی نیز علاقه نشان میداد.  